# Hans-Paul Ganter-Gilmans

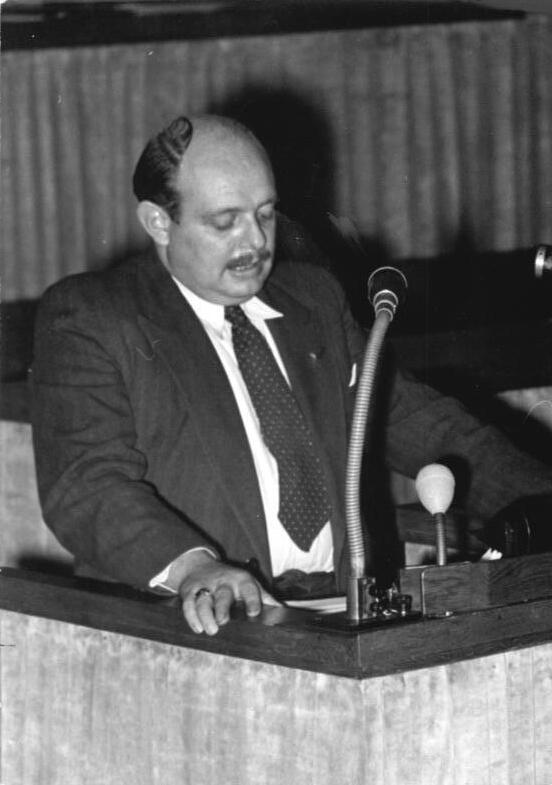
Hans-Paul Ganter-Gilmans

Hans-Paul Ganter-Gilmans (Wenen, 30 april 1917 – Berlijn, 20 januari 1955) was een Oost-Duits politicus.

## Biografie
Zijn ouders waren Oostenrijkers. Hij bezocht de volksschool en het gymnasium in Berlijn-Schöneiche en studeerde aansluitend aan de Handelshogeschool in München en Wenen. In de jaren 30 was hij werkzaam als koopman. In dezelfde periode werd hij lid van de Sociaaldemocratische Partij van Duitsland (Sozialdemokratische Partei Deutschlands, SPD) (tot 1933).
Hans-Paul Ganter-Gilmans werd in 1939 bij de Wehrmacht ingelijfd. In 1941 werd hij wegens obstructie veroordeeld tot één jaar gevangenisstraf. Na zijn vrijlating dook hij onder. 
Na de Tweede Wereldoorlog was hij in 1945 medeoprichter van de Christelijk-Democratische Unie van Duitsland (Christlich-Demokratische Union Deutschlands, CDUD) en de Vereniging van Vervolgden van het Naziregime (Vereinigung der Verfolgten des Naziregimes, VVN) in Potsdam. Hij was achtereenvolgens voorzitter van de CDUD in de Kreis Potsdam en vanaf 1949 medewerker bij het landsbestuur van de CDUD Brandenburg. Van 1948 tot 1955 was hij lid van het hoofdbestuur van de Oost-Duitse CDUD. 
Op 15 mei 1945 werd hij door de SMAD benoemd tot wethouder in Potsdam en tevens voorzitter van de Raad voor Voedselvoorziening aldaar. In 1946 verwisselde hij deze functies voor het ambt van leider van de afdeling Verkeer in het Brandenburgse ministerie van Financiën.
Hans-Paul Ganter-Gilmans werd in 1946 in de Landdag (Landtag) van de deelstaat Brandenburg gekozen. In januari 1948 volgde hij Willi Hein (LDPD) op als voorzitter van het Comité Kreis- en Gemeenteaangelegenheden in Brandenburg. In hetzelfde jaar werd hij leider van de Hoofdadministratie Handel bij de Duitse Economische Raad. Van oktober 1949 tot zijn overlijden op 20 januari 1955 was hij staatssecretaris van Buitenlandse- en Binnenduitse Handel van de Duitse Democratische Republiek (DDR). 
Hij overleed op 37-jarige leeftijd.
- Gemeinsame Normdatei: 1024528391
- International Standard Name Identifier: 0000 0003 7936 1994
- Virtual International Authority File: 257705476